# Batman: Under the Hood
Pour le film d'animation, voir Batman et Red Hood : Sous le masque rouge.
Batman: Under the Hood (aussi connu sous le nom de Batman: Under the Red Hood) est un arc narratif publié par DC Comics, écrit par Judd Winick et principalement illustré par Doug Mahnke. Il met en scène Batman dans le titre mensuel du même nom, de novembre 2004 à juin 2005, puis, après une courte pause, il reprend en novembre 2005 jusqu'en mars 2006.
L'histoire est marquée par le retour de chez les morts de l'ancien partenaire de Batman, Jason Todd et sa réinvention comme un antihéros violent connu sous le nom de Red Hood. Le scénariste Jeph Loeb suggére dans son histoire Silence (Hush) que Jason pouvait être en vie, et Judd Winick rattache l'histoire de son retour à l'apparition de Jason dans Silence, avant de construire une histoire autour d'elle. Durant l'été 2010, Winick écrit l'arc en six numéros, Red Hood: The Lost Years, pour détailler le retour de Jason et sa formation à travers le monde avant son éventuelle collaboration avec la Némésis de son ancien mentor, Silence. À l'été 2010, l'arc est adapté dans le cadre des films d'animation originaux de l'Univers DC. Il est intitulé Batman et Red Hood : Sous le masque rouge et gagne une reconnaissance étendue aussi bien par les critiques que par le public.

## Contexte
En 1988, l'écrivain Jim Starlin écrit l'histoire de Batman Un deuil dans la famille, qui montre la mort de Jason Todd des mains du Joker. L'histoire de Jason Todd est restée pratiquement intacte pendant près de 15 ans, jusqu'à ce que le personnage apparaisse dans l'histoire de Silence. Bien qu'il ait été révélé plus tard que Gueule d'argile avait imité Jason, la fin de Silence a soulevé des questions au sujet du lieu où se trouvait le corps de Jason, puisqu'il n'était pas dans sa tombe.

## Synopsis
Un nouveau venu est arrivé à Gotham City. Surnommé le Red Hood, il s'attaque au réseau de trafic de drogues de Black Mask, qui contrôle la pègre de la ville. Les pertes devenant importantes, Black Mask engage les services de Mister Freeze pour s'occuper du fauteur de troubles.
Enquêtant sur une mystérieuse livraison avec l'aide de Nightwing, Batman et son partenaire tombent dans un piège. Échappant de peu à une explosion, ils découvrent le Red Hood et se lancent à sa poursuite. En analysant son adversaire, Batman découvre qu'il a été bien formé. Il est rapide, agile... et ses mouvements lui semblent très familiers. Mais le Red Hood s'échappe en les piégeant à nouveau. Le duo se retrouve face à un Amazo, un androïde tueur.
À la suite de l'escalade de la violence dans le monde criminel, une guerre s'enclenche entre le Red Hood et Black Mask. Black Mask est excédé quand son adversaire fait exploser son bureau. Il accepte alors les services de Deathstroke et d'une équipe de vilains (la Hyène, Captain Nazi et le Comte Vertigo)... En parallèle Batman enquête sur l'identité du Red Hood pour confirmer ses doutes. Il finit par le confronter et à s'opposer à ses agissements...

## Adaptation
En 2010, le récit est adapté sous forme de film d'animation: Batman et Red Hood : Sous le masque rouge.

## Éditions francophones
L'histoire a été éditée pour la première fois en France dans l'édition kiosque de Panini Comics, Batman entre 2006 et 2007. Elle s'étale dans les numéros 11 à 17 et 20 à 23.
Elle est rééditée 10 ans plus tard par Urban Comics dans une édition reliée de sa collection « DC Classiques ». Elle se compose d'un seul album rassemblant l'intégralité de l'arc sous le titre « L’Énigme de Red Hood ». Elle recueille également les six numéros de la mini-série « Red Hood : Jours perdus (Red Hood : The Lost Days) »  (ISBN 978-2-3657-7872-5).